# Aldosterona sintasa
La aldosterona sintasa es una enzima hidroxilasa que actúa en el proceso de biosíntesis de la aldosterona. Únicamente se expresa en la zona glomerular de la glándula suprarrenal. La aldosterona sintasa es la única enzima que hace posible la síntesis de la aldosterona en humanos. 

## Síntesis de aldosterona
La aldosterona es una hormona producida por la zona glomerular de la corteza suprarrenal que desempeña un importante papel en la regulación de los niveles de electrolitos en sangre y en el control de la presión arterial, su producción se encuentra regulada por el sistema renina-angiotensina-aldosterona. La síntesis de aldosterona se inicia en el colesterol que da lugar sucesivamente a la pregnenolona, progesterona, corticosterona y aldosterona. La aldosterona sintasa cataliza las tres últimas reacciones: hidroxilación de la 11-deoxicorticosterona a corticosterona;  hidroxilación de la corticosterona a 18-hidroxicorticosterona y oxidación de la 18-hidroxicorticosterona a aldosterona.

Síntesis de aldosterona a partir del colesterol

## Gen
El gen que codifica la aldosterona sintasa contiene nueve exones y alrededor de 7000 pares de bases. Está localizado en el cromosoma 8q21-22.

## Deficiencia de aldosterona sintasa
La deficiencia de aldosterona sintasa es una enfermedad congénita muy rara que se hereda según un patrón autosómico recesivo y se ha descrito en muy pocos casos. Los individuos afectados presentan disminución de los niveles de aldosterona en sangre (hipoaldosteronismo), pérdida importante de sodio a través de la orina con hiponatremia, elevación de potasio en sangre (hiperpotasemia) y episodios de hipotensión arterial.